# Villarejo del Espartal
Villarejo del Espartal es una localidad española del municipio de Villas de la Ventosa, perteneciente a la provincia de Cuenca, en la comunidad autónoma de Castilla-La Mancha.

## Geografía
Confina con las siguientes localidades:
- Al norte con Olmeda de la Cuesta.
- Al noreste con Olmedilla de Eliz y Fuentesbuenas.
- Al sureste con La Ventosa.
- Al suroeste con Villanueva de Guadamejud.
- Al noroeste con Gascueña.

## Historia
Así se describe a Villarejo del Espartal en el tomo XVI del Diccionario geográfico-estadístico-histórico de España y sus posesiones de Ultramar, obra impulsada por Pascual Madoz a mediados del siglo XIX:

Lugar con ayuntamiento en la provincia y diócesis de Cuenca (6 leguas), partido judicial de Priego (4), audiencia territorial de Albacete (26), y capitanía general de Castilla la Nueva (Madrid 18); Situado en un cerro de yeso dominando 2 pequeños valles, uno al S y otro al O; su clima es poco frío, combatido por el viento E y propenso a dolores reumáticos y humores herpéticos. Consta de 66 casas distribuidas en 3 calles y una plaza; para surtido de la población hay 3 fuentes en el término de agua salobre; la iglesia parroquial (San Bartolomé) es aneja de la de Olmeda de la Cuesta, y se halla servida por un teniente; fuera de la población hay 2 ermitas, Santo Cristo del Perdón al E y Nuestra Señora de las Virtudes al N. El término confina por N con el de Gascueña y Olmeda de la Cuesta; E Fuentes-Buenas; S Ventosa, y O Villanueva de Guadamajud; su terreno es de mediana calidad y muy salitroso; al S hay una alameda de olmo negro y otra al O. Los caminos son locales y malos; la correspondencia se recibe de Huete los viernes y domingos y sale miércoles y sábados. Producciones: trigo, cebada, centeno, avena, escaña, almortas, patatas, aceituna y poco vino; se cría ganado lanar y caza de liebres, conejos y perdices. Industria: la agrícola y un molino de aceite. Comercio: la exportación del sobrante de sus productos e importación de algunos artículos de primera necesidad. Población: 60 vecinos, 239 almas. Capital pobl.: 511.720 reales. Imponible: 25.586; el presupuesto municipal asciende a 3.000 reales y se cubre con el producto de las fincas de propios.
Diccionario geográfico-estadístico-histórico de España y sus posesiones de Ultramar

## Demografía
| Gráfica de evolución demográfica de Villarejo del Espartal entre 1842 y 1960 |
| |
| Población de derecho según los censos de población del INE Población de hecho según los censos de población del INEEntre el censo de 1970 y el anterior, este municipio desaparece porque se integra en el municipio Villas de la Ventosa |

Evolución de la población
| Gráfica de evolución demográfica de Villarejo del Espartal entre 2000 y 2017 |
|                                                                              |
| Población de derecho (2000-2017) según el padrón municipal del INE           |

## Patrimonio
Hay una iglesia dedicada a san Bartolomé.